# Delphinfries aus Gla

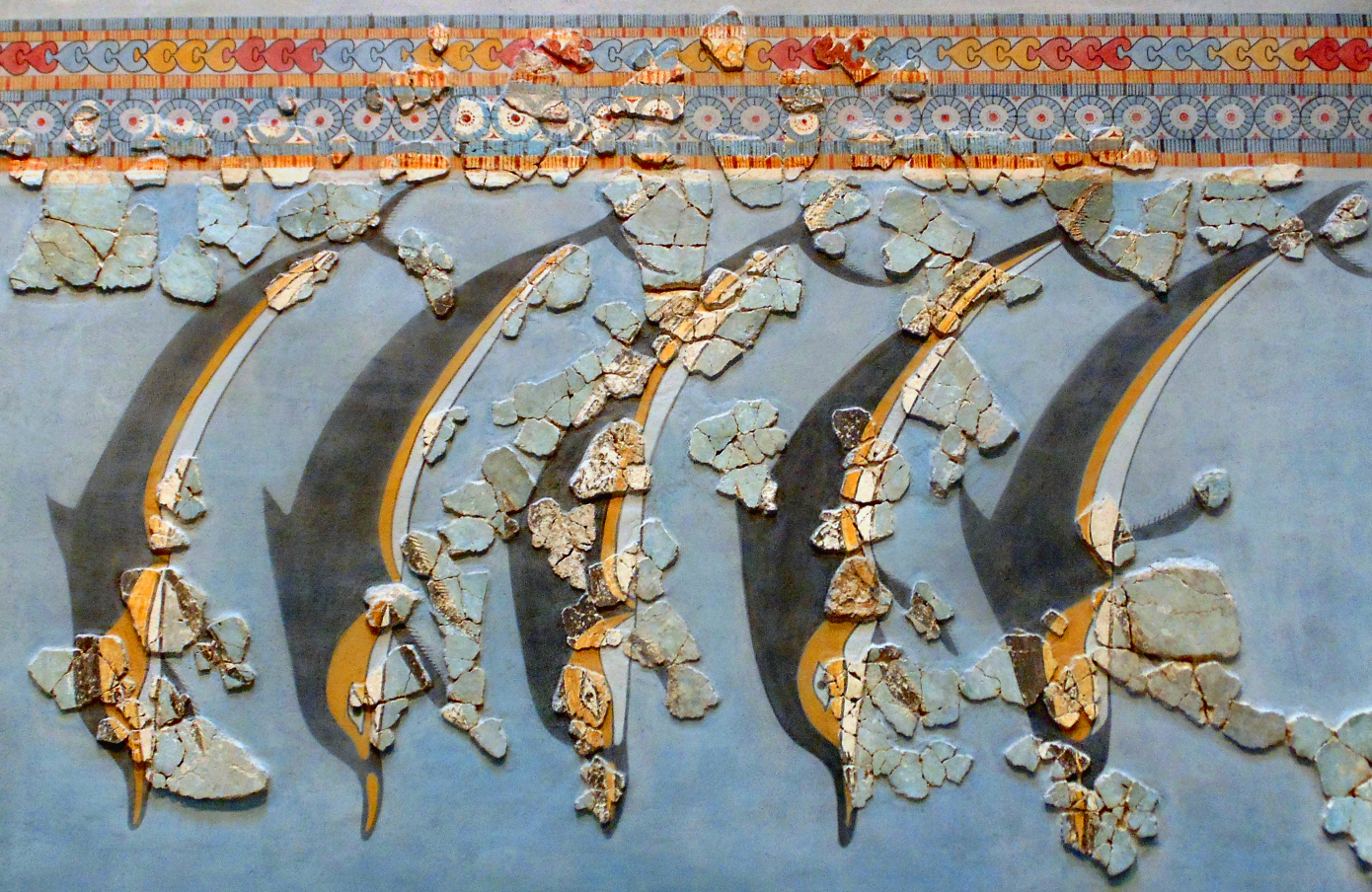
Der Delphinfries aus Gla als moderne Rekonstruktion

Der Delphinfries aus der mykenischen Befestigung von Gla ist Teil einer in Fragmenten erhaltenen Wandmalerei, die bei Ausgrabungen von Spyros Iakovidis 1981–1983 und 1990–1991 beim Ostflügel des Südkomplex gefunden wurde. Bis 1995 wurden die Fragmente im Rahmen eines Projektes konserviert und rekonstruiert; heute befinden sie sich im Archäologischen Museum von Theben.
Obwohl man bei Ausgrabungen am Palast schon früher Fragmente von Wandmalereien gefunden hatte, sind die neueren Funde die einzigen von Gla, von denen der Fundkontext bekannt ist. Die Fragmente des Delphinfrieses fanden sich in einer Grube neben einem Raum (N1). Die Wandmalereien sind also schon im Altertum von der Wand entfernt und vergraben worden, bevor die Gebäude im Späthelladikum III B etwa um 1220–1200 v. Chr. zerstört wurden. Brandspuren an einigen Fragmenten belegen, dass es in der zweiten Hälfte des 13. Jahrhunderts zu einer Katastrophe gekommen war. Da sich relativ viele Fragmente fanden, sind sie wahrscheinlich nicht weit von ihrem ursprünglichen Anbringungsort in die Erde gelangt. Sie mögen einst sogar Raum N1 dekoriert haben.
Die Fragmente lassen sich zu mindestens sechs oder sieben Delphinen rekonstruieren, die auf einem blauen Hintergrund, der offensichtlich Wasser darstellt, gemalt sind. Die ganze Wand war einst vielleicht 2,30 bis 2,40 Meter hoch, der eigentliche Fries mit den Delphinen etwa 1,60 bis 1,65 Meter. Die Delphine waren etwa 75 bis 80 cm lang und damit in etwa halblebensgroß. Verschiedene Fragmente stammen von einem Fries, der das Bild oben abschloss. Die Sockelzone bestand wahrscheinlich aus einem roten Streifen und darunter aus einem Fries von Marmorimitationen. Die Anordnung der Delphine bereitet Schwierigkeiten. In dem Ausgrabungsbericht sind sie etwas wahllos über das Wasser verteilt. In der neueren Rekonstruktion erscheinen sie in einer Reihe.